# Louise Lennartsson
Louise Irene Viktoria Lennartsson, född 26 juli 1993 i Tuve, Göteborgs och Bohus län, är en svensk låtskrivare och sångerska som släpper musik på svenska med gruppen estraden, och på engelska under namnet Lou Elliotte.
Under hösten 2024 var Lennartsson en av deltagarna i den femtonde säsongen av TV4s underhållningsprogram Så mycket bättre.

## Diskografi
- 2017 – Tårarna i halsen (med Tjuvjakt)
- 2018 – Mer för varandra (estraden och Norlie & KKV)
- 2018 – Used To (Lou Elliotte och Sandro Cavazza)
- 2018 – Ingen som jag (Molly Sandén)
- 2019 – Hög (Darin)
- 2019 – Need Your Love (with Noah Kahan) (Gryffin, Seven Lions, Noah Kahan)
- 2020 – För Evigt (estraden och Jireel)
- 2020 – Mellan hägg och syrén (Studioalbum av estraden)
- 2020 – Best You've Ever Had (Lou Elliotte)
- 2022 – SE MIG (Veronica Maggio)
- 2022 – Förlorat mot världen (Veronica Maggio)
- 2022 – Irreplaceable (Jung)
- 2022 – Come first (Astrid S)
- 2022 – ENSAM (estraden och LOAM)
- 2023 – Fuck Off (Astrid S)
- 2023 – Fånga mig när jag faller (Victor Leksell)
- 2023 – Memories (Robin Schulz)
- 2023 – VA?! (Kerstin Ljungström)
- 2023 – Du & jag (Kerstin Ljungström)
- 2023 – Single (Lou Elliotte)
- 2023 – June/July (Lou Elliotte)
- 2020 – 20-nånting (Studioalbum av estraden)
- 2023 – Psykos (Molly Sandén)
- 2023 – Occhi D'Amore (Veronica Maggio och NOTD)
- 2024 – We Are One (Steve Aoki, 3 Are Legend, Bryn Christopher)
- 2024 – Hålla mig (Molly Sandén)
- 2024 – Alla vill (estraden och A36)

## Utmärkelser
- 2019 – Stim – Mottog Stims Stipendium som låtskrivare
- 2021 – Stim – Mottog Stims Stipendium som låtskrivare
- 2023 – Stim – Mottog Stims Stipendium som låtskrivare

### Nomineringar
- 2018 – P3 Guld – Nominerad för Årets låt med Tårarna i halsen
- 2018 – Grammis – Nominerad för Årets låt med Tårarna i halsen
- 2019 – P3 Guld – Nominerad för Årets låt med Mer för varandra
- 2019 – Musikförläggarnas pris – Nominerad för årets genombrott med estraden
- 2020 – Rockbjörnen – Nominerad för årets livegrupp med bandet estraden
- 2020 – Rockbjörnen – Nominerad för årets genombrott med bandet estraden
- 2020 – P3 Guld – Nominerad för Årets grupp med estraden
- 2021 – Grammis – Nominerad för Årets pop med estraden (Mellan hägg och syrén)
- 2021 – P3 Guld – Nominerad för Årets grupp med estraden
- 2021 – P3 Guld – Nominerad för Årets grupp med estraden
- 2022 – P3 Guld – Nominerad för Årets låt med Veronica Maggio (SE MIG)
- 2024 – P3 Guld – Nominerad för Årets låtcitat med Kerstin Ljungström (VA?!)